# Кінонагорода MTV за найкраще виконання
Кінонагорода MTV за найкраще виконання (або ж Кінонагорода MTV найкращому актору у фільмі (англ. MTV Movie Award for Best Actor in a Movie)) вручається з 1992 року. З 1999 по 2005 рік, а також з 2008 по 2016 рік вона була поділена на дві категорії: найкраще виконання чоловічої ролі (англ. Best Male Performance) та найкраще виконання жіночої ролі (англ. Best Female Performance).

## Переможці й номінанти

### 1990-ті
| Рік                        | Переможці й номінанти                      | Фільм                                    | Роль |
| -------------------------- | ------------------------------------------ | ---------------------------------------- | ---- |
| 1992                       |                                            |                                          |      |
| Арнольд Шварценеггер       | Термінатор 2: Судний день                  | Термінатор Т-800                         |      |
| Кевін Костнер              | Робін Гуд: Принц злодіїв                   | Робін Гуд                                |      |
| Роберт де Ніро             | Мис Страху                                 | Макс Кейді                               |      |
| Вел Кілмер                 | The Doors                                  | Джим Моррісон                            |      |
| Робін Вільямс              | Король-рибалка                             | Перрі                                    |      |
| Лінда Гамільтон            | Термінатор 2: Судний день                  | Сара Коннор                              |      |
| Джина Девіс                | Тельма і Луїза                             | Тельма                                   |      |
| Ребекка Де Морней          | Рука, що качає колиску                     | Пейтон Фландерс / місіс Мотт             |      |
| Мері Елізабет Мастрантоніо | Робін Гуд: Принц злодіїв                   | Меріан Дюбуа                             |      |
| Джулія Робертс             | Померти молодим                            | Гіларі О'Ніл                             |      |
| 1993                       |                                            |                                          |      |
| Дензел Вашингтон           | Малколм Ікс                                | Малколм Ікс                              |      |
| Кевін Костнер              | Охоронець                                  | Френк Фармер                             |      |
| Том Круз                   | Декілька хороших хлопців                   | лейтенант Деніел Кеффі                   |      |
| Майкл Дуглас               | Основний інстинкт                          | детектив Нік Каррен                      |      |
| Джек Ніколсон              | Декілька хороших хлопців                   | полковник Натан Р. Джессап               |      |
| Шерон Стоун                | Основний інстинкт                          | письменниця Катерина Трамелл             |      |
| Джина Девіс                | Їх власна ліга                             | Дороті «Дотті» Гінсон                    |      |
| Вупі Голдберг              | Сестро, дій                                | Долорес / сестра Мері Кларенс            |      |
| Вітні Г'юстон              | Охоронець                                  | Рейчел Меррон                            |      |
| Демі Мур                   | Декілька хороших хлопців                   | лейтенант-командер Джоанн Галловей       |      |
| 1994                       |                                            |                                          |      |
| Том Генкс                  | Філадельфія                                | Ендрю Бекет                              |      |
| Том Круз                   | Фірма                                      | Мітч Макдір                              |      |
| Гаррісон Форд              | Утікач                                     | Річард Кімбл                             |      |
| Вел Кілмер                 | Тумстоун                                   | Док Голлідей                             |      |
| Робін Вільямс              | Місіс Даутфайр                             | Денієл Гілард / Місіс Юфіджиная Даутфайр |      |
| Джанет Джексон             | Поетична справедливість                    | Правосуддя                               |      |
| Анджела Бассетт            | На що здатна любов                         | Тіна Тернер                              |      |
| Демі Мур                   | Непристойна пропозиція                     | Даяна Мерфі                              |      |
| Джулія Робертс             | Справа пеліканів                           | Дербі Шоу                                |      |
| Мег Раян                   | Несплячі в Сієтлі                          | Енні Рід                                 |      |
| 1995                       |                                            |                                          |      |
| Бред Пітт                  | Інтерв'ю з вампіром: Хроніка життя вампіра | Луї де Пон дю Лак                        |      |
| Том Генкс                  | Форрест Ґамп                               | Форрест Ґамп                             |      |
| Брендон Лі                 | Ворон                                      | Ерік Дрейвен                             |      |
| Кіану Рівз                 | Швидкість                                  | Джек Тревен                              |      |
| Джон Траволта              | Кримінальне чтиво                          | Вінсент Вега                             |      |
| Сандра Буллок              | Швидкість                                  | Енні Портер                              |      |
| Джеймі Лі Кертіс           | Правдива брехня                            | Гелен Таскер                             |      |
| Джоді Фостер               | Нелл                                       | Нелл Келти                               |      |
| Мег Раян                   | Коли чоловік кохає жінку                   | Еліс Грін                                |      |
| Ума Турман                 | Кримінальне чтиво                          | Міа Волес                                |      |
| 1996                       |                                            |                                          |      |
| Джим Керрі                 | Ейс Вентура 2: Поклик природи              | Ейс Вентура                              |      |
| Мел Гібсон                 | Хоробре серце                              | Вільям Воллес                            |      |
| Том Генкс                  | Аполлон-13                                 | Ловелл Джеймс Артур                      |      |
| Бред Пітт                  | 12 мавп                                    | Джефрі Гоїнс                             |      |
| Дензел Вашингтон           | Багряний приплив                           | старший офіцер Рон Гантер                |      |
| Алісія Сільверстоун        | Безголові                                  | Шер                                      |      |
| Сандра Буллок              | Поки ти спав                               | Люсі Модерац                             |      |
| Мішель Пфайфер             | Небезпечні думки                           | ЛуЕнн Джонсон                            |      |
| Сьюзен Сарандон            | Мрець іде                                  | сестра Гелен Преджан                     |      |
| Шерон Стоун                | Казино                                     | Джинджер Маккена                         |      |
| 1997                       |                                            |                                          |      |
| Том Круз                   | Джеррі Магуайер                            | Джеррі Магуайер                          |      |
| Леонардо Ді Капріо         | Ромео+Джульєта                             | Ромео                                    |      |
| Едді Мерфі                 | Божевільний професор                       | проф. Шерман Кламп                       |      |
| Вілл Сміт                  | День незалежності                          | Стівен Гіллер                            |      |
| Джон Траволта              | Феномен                                    | Джордж Маллі                             |      |
| Клер Дейнс                 | Ромео+Джульєта                             | Джульєта                                 |      |
| Сандра Буллок              | Час вбивати                                | Елен Рорк                                |      |
| Нів Кемпбелл               | Крик                                       | Сідні Прескотт                           |      |
| Гелен Гант                 | Смерч                                      | доктор Джоанн «Джо» Гардінг              |      |
| Мадонна                    | Евіта                                      | Марія Ева Перон                          |      |
| 1998                       |                                            |                                          |      |
| Леонардо Ді Капріо         | Титанік                                    | Джек Доусон                              |      |
| Ніколас Кейдж              | Без обличчя                                | Кастор Трой / Шон Арчер                  |      |
| Метт Деймон                | Розумник Вілл Гантінґ                      | Вілл Гантінґ                             |      |
| Семюел Лірой Джексон       | Джекі Браун                                | Ордел Робі                               |      |
| Джон Траволта              | Без обличчя                                | Шон Арчер / Кастор Трой                  |      |
| Нів Кемпбелл               | Крик 2                                     | Сідні Прескотт                           |      |
| Вівіка А. Фокс             | Пожива для душі                            | Максін Чедвей                            |      |
| Гелен Гант                 | Краще не буває                             | Керол Коннеллі                           |      |
| Джулія Робертс             | Весілля мого найкращого друга              | Джуліан Поттер                           |      |
| Кейт Вінслет               | Титанік                                    | Роза Дьюітт Б'юкейтер                    |      |
| 1999                       |                                            |                                          |      |
| Джим Керрі                 | Шоу Трумена                                | Трумен Бербанк                           |      |
| Бен Еффлек                 | Армагеддон                                 | Ей Джей Фрост                            |      |
| Том Генкс                  | Врятувати рядового Раяна                   | капітан Джон Міллер                      |      |
| Адам Сендлер               | Водоноша                                   | Боббі Буше                               |      |
| Вілл Сміт                  | Ворог держави                              | Роберт Клейтон Дін                       |      |
| Камерон Діаз               | Дещо про Мері                              | Мері Дженсен                             |      |
| Дженніфер Лав Г'юїтт       | Не можу дочекатися                         | Аманда Бекетт                            |      |
| Дженніфер Лопез            | Поза полем зору                            | Карен Сіско                              |      |
| Гвінет Пелтроу             | Закоханий Шекспір                          | Віола де Лессепс                         |      |
| Лів Тайлер                 | Армагеддон                                 | Роза Дьюітт Б'юкейтер                    |      |

### 2000-ні
| Рік                     | Переможці й номінанти                               | Фільм                           | Роль |
| ----------------------- | --------------------------------------------------- | ------------------------------- | ---- |
| 2000                    |                                                     |                                 |      |
| Кіану Рівз              | Матриця                                             | Нео                             |      |
| Джим Керрі              | Людина на Місяці                                    | Енді Кауфман                    |      |
| Раян Філліпп            | Жорстокі ігри                                       | Себастьян Вальмон               |      |
| Адам Сендлер            | Великий тато                                        | Санні Коуфакс                   |      |
| Брюс Вілліс             | Шосте відчуття                                      | Малкольм Крау                   |      |
| Сара Мішель Геллар      | Жорстокі ігри                                       | Кетрін Мертел                   |      |
| Дрю Беррімор            | Нецілована                                          | Джозі Геллер                    |      |
| Нів Кемпбелл            | Крик 3                                              | Сідні Прескотт                  |      |
| Ешлі Джад               | Подвійний прорахунок                                | Лібі                            |      |
| Джулія Робертс          | Наречена-втікачка                                   | Маргарет «Меггі» Карпентер      |      |
| 2001                    |                                                     |                                 |      |
| Том Круз                | Місія нездійсненна 2                                | Ітан Гант                       |      |
| Рассел Кроу             | Гладіатор                                           | Максимус                        |      |
| Омар Еппс               | Любов і баскетбол                                   | Квінсі Маккол                   |      |
| Мел Гібсон              | Патріот                                             | Бенджамін Мартін                |      |
| Том Генкс               | Вигнанець                                           | Чак Ноланд                      |      |
| Джулія Робертс          | Ерін Брокович                                       | Ерін Брокович                   |      |
| Алія                    | Ромео повинен померти                               | Тріш О'Дей                      |      |
| Кейт Гадсон             | Майже знамениті                                     | Пенні Лейн                      |      |
| Дженніфер Лопез         | Клітка                                              | Кетрін Дін                      |      |
| Джулія Стайлз           | Збережи останній танець                             | Сара                            |      |
| 2002                    |                                                     |                                 |      |
| Вілл Сміт               | Алі                                                 | Мухаммед Алі                    |      |
| Рассел Кроу             | Ігри розуму                                         | Джон Форбс Неш                  |      |
| Джош Гартнетт           | Перл-Гарбор                                         | лейтенант Денні Вокер           |      |
| Він Дізель              | Форсаж                                              | Домінік Торетто                 |      |
| Елайджа Вуд             | Володар перснів: Братерство персня                  | Фродо Торбин                    |      |
| Ніколь Кідман           | Мулен Руж!                                          | Сатін                           |      |
| Кейт Бекінсейл          | Перл-Гарбор                                         | медсестра Евелін Джонсон        |      |
| Геллі Беррі             | Бал монстрів                                        | Летиція                         |      |
| Анджеліна Джолі         | Лара Крофт: Розкрадачка гробниць                    | Лара Крофт                      |      |
| Різ Візерспун           | Білявка в законі                                    | Ел Вудз                         |      |
| 2003                    |                                                     |                                 |      |
| Емінем                  | Восьма Миля                                         | Джиммі                          |      |
| Він Дізель              | Три ікси                                            | Ксандер Кейдж                   |      |
| Леонардо Ді Капріо      | Впіймай мене, якщо зможеш                           | Френк Вільям Ебігнейл молодший  |      |
| Тобі Магуайр            | Людина-павук                                        | Пітер Паркер / Людина-павук     |      |
| Вігго Мортенсен         | Володар Перснів: Дві вежі                           | Араґорн                         |      |
| Кірстен Данст           | Людина-павук                                        | Мері Джейн Вотсон               |      |
| Геллі Беррі             | Помри, але не зараз                                 | Джасінта "Джинкс" Джонсон       |      |
| Кейт Гадсон             | Як позбутися хлопця за 10 днів                      | Енді Андерсон                   |      |
| Квін Латіфа             | Чикаго                                              | Матрона Мортон                  |      |
| Різ Візерспун           | Стильна штучка                                      | Мелані Смутер / Мелані Кармайкл |      |
| 2004                    |                                                     |                                 |      |
| Джонні Депп             | Пірати Карибського моря: Прокляття «Чорної перлини» | Капітан Джек Спарроу            |      |
| Джеймс Кевізел          | Страсті Христові                                    | Ісус                            |      |
| Том Круз                | Останній самурай                                    | капітан Натан Елґрен            |      |
| Білл Мюррей             | Труднощі перекладу                                  | Боб Гарріс                      |      |
| Адам Сендлер            | 50 перших поцілунків                                | Генрі Рот                       |      |
| Ума Турман              | Убити Білла. Фільм 1                                | Беатрікс Кіддо                  |      |
| Дрю Беррімор            | 50 перших поцілунків                                | Люсі"'                          |      |
| Геллі Беррі             | Готика                                              | Міранда Ґрей                    |      |
| Квін Латіфа             | Будинок догори дном                                 | Шарлін Мортон                   |      |
| Шарліз Терон            | Монстр                                              | Ейлін Ворнос                    |      |
| 2005                    |                                                     |                                 |      |
| Леонардо Ді Капріо      | Авіатор                                             | Говард Г'юз                     |      |
| Метт Деймон             | Перевага Борна                                      | Джейсон Борн                    |      |
| Джеймі Фокс             | Рей                                                 | Рей Чарльз                      |      |
| Бред Пітт               | Троя                                                | Ахіллес                         |      |
| Вілл Сміт               | Метод Хітча                                         | Алекс Хітченс (Хітч)            |      |
| Ліндсі Лохан            | Погані дівчиська                                    | Кейді Гірон                     |      |
| Рейчел МакАдамс         | Щоденник пам'яті                                    | Еллі Гамільтон                  |      |
| Наталі Портман          | Країна садів                                        | Сем                             |      |
| Гіларі Свонк            | Крихітка на мільйон доларів                         | Меґґі Фіцджеральд               |      |
| Ума Турман              | Убити Білла. Фільм 2                                | Беатрікс Кіддо                  |      |
| 2006                    |                                                     |                                 |      |
| Джейк Джилленголл       | Горбата гора                                        | Джек Твіст                      |      |
| Стів Карелл             | Сорокалітній незайманий                             | Енді Стітцер                    |      |
| Терренс Говард          | Метушня і рух                                       | Ді-Джей                         |      |
| Рейчел МакАдамс         | Нічний рейс                                         | Ліза Райзерт                    |      |
| Хоакін Фенікс           | Переступити межу                                    | Джонні Кеш                      |      |
| Різ Візерспун           | Переступити межу                                    | Джун Картер Кеш                 |      |
| 2007                    |                                                     |                                 |      |
| Джонні Депп             | Пірати Карибського моря: Скриня мерця               | Капітан Джек Спарроу            |      |
| Джерард Батлер          | 300 спартанців                                      | Леонід I                        |      |
| Дженніфер Гадсон        | Дівчата мрії                                        | Еффі Вайт                       |      |
| Кіра Найтлі             | Пірати Карибського моря: Скриня мерця               | Елізабет Суон                   |      |
| Бейонсе                 | Дівчата мрії                                        | Діна Джонс                      |      |
| Вілл Сміт               | У гонитві за щастям                                 | Кріс Гарднер                    |      |
| 2008                    |                                                     |                                 |      |
| Вілл Сміт               | Я — легенда                                         | д-р Роберт Невілл               |      |
| Майкл Сера              | Джуно                                               | Поулі Блікер                    |      |
| Метт Деймон             | Ультиматум Борна                                    | Джейсон Борн                    |      |
| Шая Лабаф               | Трансформери                                        | Семуель Вітвікі                 |      |
| Дензел Вашингтон        | Гангстер                                            | Френк Лукас                     |      |
| Еллен Пейдж             | Джуно                                               | Джуно Макгуфф                   |      |
| Емі Адамс               | Зачарована                                          | Жизель                          |      |
| Джессіка Біл            | Чак і Ларрі: Запальні молодята                      | Алекс Макдонаф                  |      |
| Кетрін Гейґл            | Трошки вагітна                                      | Елісон Скотт                    |      |
| Кейра Найтлі            | Пірати Карибського моря: На краю світу              | Елізабет Суон                   |      |
| 2009                    |                                                     |                                 |      |
| Зак Ефрон               | Шкільний мюзикл: Випускний                          | Трой Болтон                     |      |
| Крістіан Бейл           | Темний лицар                                        | Брюс Вейн / Бетмен              |      |
| Він Дізель              | Форсаж 4                                            | Домінік Торетто                 |      |
| Роберт Дауні (молодший) | Залізна людина                                      | Ентоні Старк/Залізна Людина     |      |
| Шая Лабаф               | Орлиний зір                                         | Джером (Джеррі) Шоу             |      |
| Крістен Стюарт          | Сутінки                                             | Белла Свон                      |      |
| Енн Гетевей             | Війна наречених                                     | Емма Аллен                      |      |
| Тараджі Генсон          | Загадкова історія Бенджаміна Баттона                | Квінні                          |      |
| Анджеліна Джолі         | Особливо небезпечний                                | Елісон Скотт                    |      |
| Кейт Вінслет            | Читець                                              | Ганна Шміц                      |      |

### 2010-ті
| Рік                  | Переможці й номінанти                 | Фільм                                                                                             | Роль |
| -------------------- | ------------------------------------- | ------------------------------------------------------------------------------------------------- | ---- |
| 2010                 |                                       |                                                                                                   |      |
| Роберт Паттінсон     | Молодий місяць                        | Едвард Каллен                                                                                     |      |
| Зак Ефрон            | 17 знову                              | Майкл О'Доннел                                                                                    |      |
| Тейлор Лотнер        | Молодий місяць                        | Джейкоб Блек                                                                                      |      |
| Деніел Редкліфф      | Гаррі Поттер і Напівкровний Принц     | Гаррі Поттер                                                                                      |      |
| Ченнінг Татум        | Любий Джон                            | Дж́он Тайрі                                                                                        |      |
| Крістен Стюарт       | Молодий місяць                        | Белла Свон                                                                                        |      |
| Сандра Буллок        | Невидима сторона                      | Лі Енн Туохі                                                                                      |      |
| Зої Салдана          | Аватар                                | Нейтірі                                                                                           |      |
| Аманда Сейфрід       | Любий Джон                            | Саванна Кертіс                                                                                    |      |
| Емма Вотсон          | Гаррі Поттер і Напівкровний Принц     | Герміона Ґрейнджер                                                                                |      |
| 2011                 |                                       |                                                                                                   |      |
| Роберт Паттінсон     | Сутінки. Сага: Затемнення             | Едвард Каллен                                                                                     |      |
| Зак Ефрон            | Чарлі Сент-Клауд: Подвійна реальність | Чарлі Сент-Клауд                                                                                  |      |
| Джессі Айзенберг     | Соціальна мережа                      | Марк Цукерберг                                                                                    |      |
| Тейлор Лотнер        | Сутінки. Сага: Затемнення             | Джейкоб Блек                                                                                      |      |
| Деніел Редкліфф      | Гаррі Поттер і смертельні реліквії    | Гаррі Поттер                                                                                      |      |
| Крістен Стюарт       | Сутінки. Сага: Затемнення             | Белла Свон                                                                                        |      |
| Дженніфер Еністон    | Дружина напрокат                      | Кетрін Мерфі / Маккабі                                                                            |      |
| Наталі Портман       | Чорний лебідь                         | Ніна                                                                                              |      |
| Емма Стоун           | Легковажна Я                          | Олів Пендергаст                                                                                   |      |
| Емма Вотсон          | Гаррі Поттер і смертельні реліквії    | Герміона Ґрейнджер                                                                                |      |
| 2012                 |                                       |                                                                                                   |      |
| Джош Гатчерсон       | Голодні ігри                          | Піта Мелларк                                                                                      |      |
| Джозеф Гордон-Левітт | 50/50                                 | Адам Лернер                                                                                       |      |
| Раян Ґослінґ         | Драйв                                 | Водій                                                                                             |      |
| Деніел Редкліфф      | Гаррі Поттер і смертельні реліквії    | Гаррі Поттер                                                                                      |      |
| Ченнінг Тейтум       | Клятва                                | Лео                                                                                               |      |
| Дженніфер Лоренс     | Голодні ігри                          | Катніс Евердін                                                                                    |      |
| Руні Мара            | Дівчина з татуюванням дракона         | Лізбет Саландер                                                                                   |      |
| Крістен Віг          | Подружки нареченої                    | Енні Волкер                                                                                       |      |
| Емма Стоун           | Це безглузде кохання                  | Ганна                                                                                             |      |
| Емма Вотсон          | Гаррі Поттер і смертельні реліквії    | Герміона Ґрейнджер                                                                                |      |
| 2013                 |                                       |                                                                                                   |      |
| Бредлі Купер         | Збірка промінців надії                | Патріціо «Пат. Мол.» Солатано'                                                                    |      |
| Бен Аффлек           | Арго                                  | Тоні Мендез                                                                                       |      |
| Ченнінг Тейтум       | Супер Майк                            | Майкл "Супер Майк" Лейн                                                                           |      |
| Деніел Дей-Льюїс     | Лінкольн                              | Авраам Лінкольн                                                                                   |      |
| Джеймі Фокс          | Джанґо вільний                        | Джанго                                                                                            |      |
| Дженніфер Лоренс     | Збірка промінців надії                | Тіффані Максвел                                                                                   |      |
| Енн Гетевей          | Знедолені                             | Фантіна                                                                                           |      |
| Міла Куніс           | Третій зайвий                         | Лорі                                                                                              |      |
| Емма Вотсон          | Переваги скромників                   | Сем                                                                                               |      |
| Ребел Вілсон         | Ідеальний голос                       | Корова (Жирна) Емі (Патриція)                                                                     |      |
| 2014                 |                                       |                                                                                                   |      |
| Джош Гатчерсон       | Голодні ігри: У вогні                 | Піта Мелларк                                                                                      |      |
| Бредлі Купер         | Американська афера                    | Річард «Річі» ДіМасо                                                                              |      |
| Чиветел Еджіофор     | 12 років рабства                      | Соломон Нортап                                                                                    |      |
| Леонардо Ді Капріо   | Вовк з Уолл-стріт                     | Джордан Белфорт                                                                                   |      |
| Меттью Макконехі     | Далласький клуб покупців              | Рон Вудруф                                                                                        |      |
| Дженніфер Лоренс     | Голодні ігри: У вогні                 | Катніс Евердін                                                                                    |      |
| Емі Адамс            | Американська афера                    | Сідні Проссер                                                                                     |      |
| Дженніфер Еністон    | Ми — Міллери                          | Сара «Роуз» О'Райлі                                                                               |      |
| Люпіта Ніонго        | 12 років рабства                      | Патсі                                                                                             |      |
| Сандра Буллок        | Гравітація                            | Раян Стоун                                                                                        |      |
| 2015                 |                                       |                                                                                                   |      |
| Бредлі Купер         | Американський снайпер                 | Кріс Кайл                                                                                         |      |
| Енсел Елгорт         | Винні зірки                           | Оґастус Вотерс                                                                                    |      |
| Ченнінг Тейтум       | Мисливець на лисиць                   | Марк Шульц                                                                                        |      |
| Кріс Пратт           | Вартові галактики                     | Пітер Квіл / Зоряний лицар                                                                        |      |
| Майлз Теллер         | Одержимість                           | Ендрю Нейман                                                                                      |      |
| Шейлін Вудлі         | Винні зірки                           | Гезел Ґрейс Ланкастер                                                                             |      |
| Скарлетт Йоханссон   | Люсі                                  | Люсі                                                                                              |      |
| Дженніфер Лоренс     | Голодні ігри: Переспівниця. Частина І | Катніс Евердін                                                                                    |      |
| Емма Стоун           | Бердмен                               | Сем Томсон                                                                                        |      |
| Різ Візерспун        | Дика                                  | Шеріл Стрейд                                                                                      |      |
| 2016                 |                                       |                                                                                                   |      |
| Леонардо Ді Капріо   | Легенда Г'ю Гласса                    | Г'ю Гласс                                                                                         |      |
| Метт Деймон          | Марсіянин                             | астронавт Марк Вотні                                                                              |      |
| Майкл Б. Джордан     | Крід: Спадок Роккі Бальбоа            | Адоніс Крід                                                                                       |      |
| Кріс Пратт           | Світ Юрського періоду                 | Овен Ґрейді                                                                                       |      |
| Раян Рейнольдс       | Дедпул                                | Вейд Вілсон/Дедпул                                                                                |      |
| Вілл Сміт            | Оборонець                             | доктор Беннет Омалу                                                                               |      |
| Шарліз Терон         | Шалений Макс: Дорога гніву            | Імператриця Фуріоса                                                                               |      |
| Алісія Вікандер      | Ex Machina                            | Ейва штучний інтелект                                                                             |      |
| Анна Кендрік         | Ідеальний голос 2                     | Бека Мітчелл                                                                                      |      |
| Дейзі Рідлі          | Зоряні війни: Пробудження Сили        | Рей                                                                                               |      |
| Дженніфер Лоренс     | Джой                                  | Джой Мангано                                                                                      |      |
| Морена Баккарін      | Дедпул                                | Ванесса Карлайл                                                                                   |      |
| 2017                 |                                       |                                                                                                   |      |
| Емма Вотсон          | Красуня і Чудовисько                  | Белль                                                                                             |      |
| Тараджі Генсон       | Приховані фігури                      | Кетрін Джонсон                                                                                    |      |
| Г'ю Джекмен          | Лоґан: Росомаха                       | Джеймс Гоулетт / Лоґан / Росомаха / Х-24                                                          |      |
| Денієл Калуя         | Пастка                                | Кріс Вашингтон                                                                                    |      |
| Джеймс Мак-Евой      | Спліт                                 | Кевін Венделл Крамб / Звір / Патріція / Деніс / Гедвіґ / Баррі / Джейд< / Орвелл / Генріх / Норма |      |
| Гейлі Стайнфельд     | Майже сімнадцять                      | Надін Франклін                                                                                    |      |
| 2018                 |                                       |                                                                                                   |      |
| Чедвік Боузман       | Чорна Пантера                         | Т'Чалла / Чорна Пантера                                                                           |      |
| Тімоті Шаламе        | Назви мене своїм ім'ям                | Еліо Перлман                                                                                      |      |
| Енсел Елгорт         | На драйві                             | Бейбі                                                                                             |      |
| Дейзі Рідлі          | Зоряні війни: Останні джедаї          | Рей                                                                                               |      |
| Сірша Ронан          | Леді-Птаха                            | Крістін Макферсон «Леді-Птаха»                                                                    |      |
| 2019                 |                                       |                                                                                                   |      |
| Леді Гага            | Народження зірки                      | Еллі                                                                                              |      |
| Амандла Стенберг     | Ненависть, яку ви породжуєте          | Старр Картер                                                                                      |      |
| Люпіта Ніонго        | Ми                                    | Аделаїда Вілсон / Ред                                                                             |      |
| Рамі Малек           | Богемна рапсодія                      | Фредді Мерк'юрі                                                                                   |      |
| Сандра Буллок        | Пташиний короб                        | Мелорі                                                                                            |      |

### 2020-ті
| Рік              | Переможці й номінанти           | Фільм                         | Роль |
| ---------------- | ------------------------------- | ----------------------------- | ---- |
| 2021             |                                 |                               |      |
| Чедвік Боузман   | Ма Рейні: Мати блюзу            | Ліві Грін                     |      |
| Саша Барон Коен  | Суд над чиказькою сімкою        | Еббі Гоффман                  |      |
| Деніел Калуя     | Іуда і чорний месія             | Фред Хемптон                  |      |
| Кері Малліган    | Перспективна дівчина            | Кассандра «Кессі» Томас       |      |
| Зендея           | Малкольм і Марі                 | Марі                          |      |
| 2022             |                                 |                               |      |
| Том Голланд      | Людина-павук: Додому шляху нема | Пітер Паркер                  |      |
| Леді Гага        | Дім Ґуччі                       | Патриція Реджані              |      |
| Роберт Паттінсон | Бетмен                          | Брюс Вейн / Бетмен            |      |
| Сандра Буллок    | Загублене місто                 | Лоретта Сейдж                 |      |
| Тімоті Шаламе    | Дюна                            | Пол Атрід                     |      |
| 2023             |                                 |                               |      |
| Том Круз         | Найкращий стрілець: Маверік     | капітан Піт «Меверік» Мітчелл |      |
| Остін Батлер     | Елвіс                           | Елвіс Преслі                  |      |
| Флоренс П'ю      | Не хвилюйся, серденько          | Еліс                          |      |
| Кеке Палмер      | Ноу                             | Емералд «Ем» Гейвуд           |      |
| Майкл Б. Джордан | Крід III                        | Адоніс «Донні» Крід           |      |

## Цікаві факти
- Рекордсменами за кількістю зібраних нагород (3)  є Том Круз (6 номінацій), Леонардо Ді Капріо (6 номінацій), Дженніфер Лоренс (5 номінацій) та Крістен Стюарт (3 номінації).